# Umeälven
Ume – rzeka na Półwyspie Skandynawskim o długości 460 km.
Ume to jedna z głównych rzek w Szwecji. Wypływa z jeziora Överuman i płynie w kierunku południowo-wschodnim, uchodzi do Morza Bałtyckiego niedaleko miasta Umeå.